# 沃特豪斯足球俱樂部
沃特豪斯足球俱樂部（Waterhouse F.C.）是牙買加的足球俱樂部，目前效力於牙買加超級聯賽。

## 歷史
該俱樂部成立於1968年